# مک‌کنزی وستمور
مک‌کنزی وستمور (انگلیسی: McKenzie Westmore؛ زادهٔ ۲۶ آوریل ۱۹۷۷) هنرپیشه، خوانندگی، مجری اهل ایالات متحده آمریکا است.